# TOYOTA 飛び出せ街かど天気予報
TOYOTA 飛び出せ街かど天気予報（トヨタ とびだせまちかどてんきよほう）は、トヨタ自動車の単独提供で、1994年10月～2006年9月30日にニッポン放送の朝～夕方までのワイド番組内に放送されていた天気予報のラジオ生中継コーナーであった。スポンサーはトヨタ自動車の他に東京都内のトヨタディーラー各社。

## コーナー内容

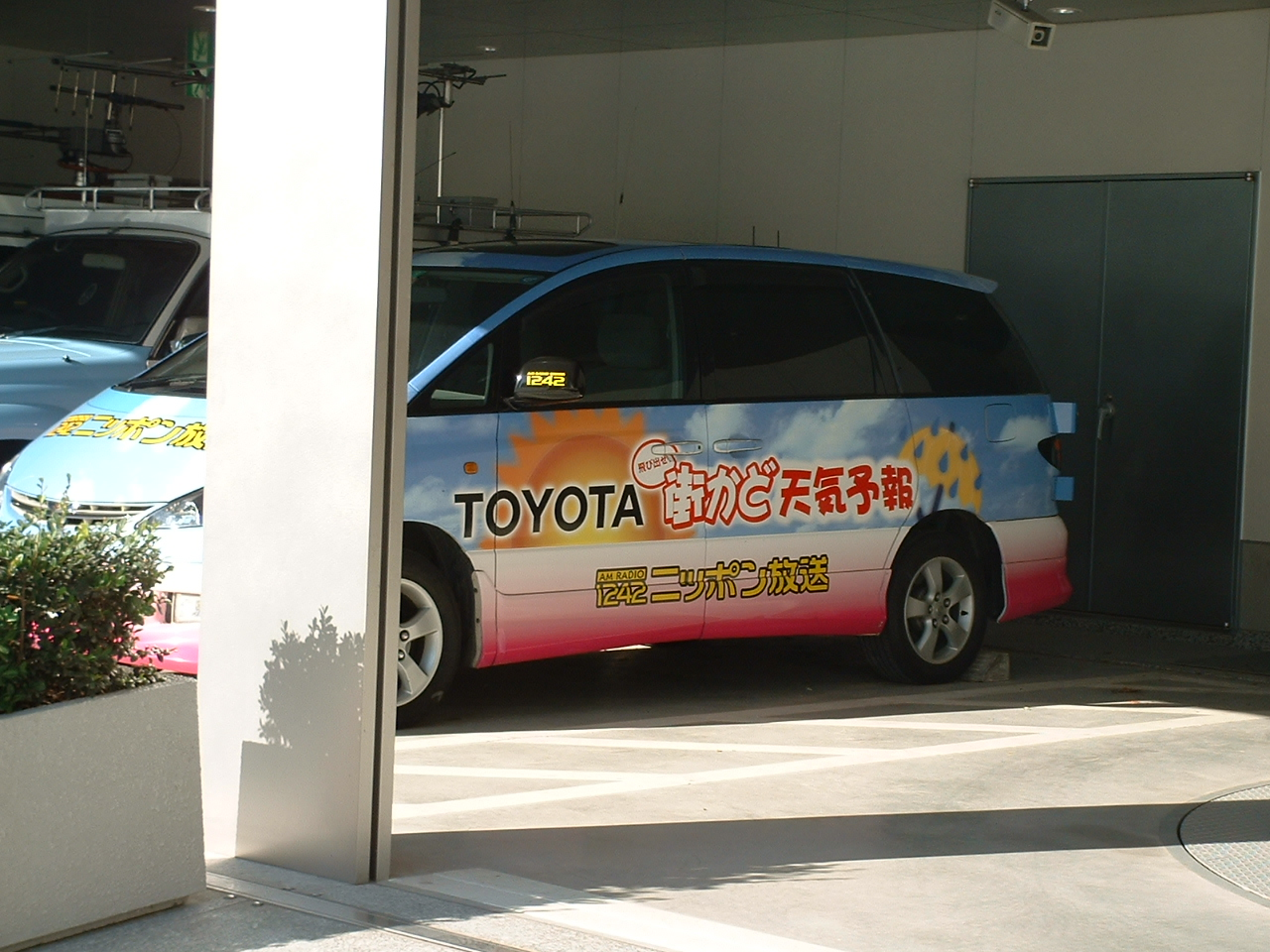
ニッポン放送のウェザーカー

- 晴々キャスターズと呼ばれる女性レポーター（ニッポン放送のアナウンサーが担当する場合もあった）が外の様子を中継する。なお中継には、青空をモチーフにした絵とコーナーのロゴが描かれた番組専用のラジオカー（トヨタ・エスティマ）が使われていた。この車両は単独スポンサーであるトヨタ自動車から提供されたものであり、2台所有。
- オープニングジングルは、晴れ・曇り・雨用の3種類があり、放送される時間の天気によって使い分けられていた。曲名は「トヨタ街角天気予報ジングル」、作曲・演奏は塩塚博。
- 月に2回、土曜日の11時30分頃と12時30分頃には、トヨタのディーラーを土曜日レポーターとともにホリプロ所属の漫才師（江戸むらさき・号泣・クワバタオハラのいずれか）が訪問する。なおこの時間はホリプロ所属の和田アキ子がパーソナリティを務める「アッコのいいかげんに1000回」が放送されるため、時折スタジオの和田から突っ込みが入ることがあった。
- 街角中継に特化するため、2006年9月30日（土曜日）をもって街かど天気予報を終了し、『TOYOTA ハッピータウンサーキット』にリニューアルした。
- 生放送している番組内での放送の為、放送時間が1 - 3分程度早まったり、遅れたりする事がしばしばあった(ただし、「ゴッドアフタヌーン アッコのいいかげんに1000回」ではネット局との関係上、関東ローカルであるこのコーナーは11：25・12:25ちょうどにOAされていた。地方局へネットされる前の番組初期は11時台の殆どがオープニングトークに充てられていたため、トークの時間次第で最大11:45まで遅れる事があった。）。
- なお、2004年には番組中で紹介した天気の話題をまとめた書籍「飛び出せ！街かど天気予報」（山口良子著 ISBN 4-907664-50-8）も出版されている。
- 「鶴光の噂のゴールデンアワー」では当コーナースタートに伴い、「美和子の天気予報」コーナーが廃止となった。

## 放送時間
2006年9月契約終了時
- 平日
  - 6:45 淵澤由樹（森永卓郎と垣花正の朝はニッポン一番ノリ!内）
  - 8:40  淵澤由樹（うえやなぎまさひこのサプライズ!内）
  - 10:50  淵澤由樹（うえやなぎまさひこのサプライズ!内）
  - 16:15 廣田みゆき（月～木曜）・山口良子（金曜）（高嶋ひでたけの特ダネラジオ 夕焼けホットライン内）
  - 17:45 廣田みゆき（月曜）（「石井一久のプロ野球バンザイ」
  - 17:50 廣田みゆき（火～木曜）・山口良子（金曜）（ショウアップナイタープレイボール内）

- 土曜日
  - 6:50 山口良子（塚越孝のおはよう有楽町内）
  - 7:50 山口良子（お願い!DJ!小林克也青春ベストヒットリクエスト内）
  - 8:50 山口良子（お願い!DJ!小林克也青春ベストヒットリクエスト内）
  - 9:50 山口良子（お願い!DJ!小林克也青春ベストヒットリクエスト内）
  - 10:45 山口良子（お願い!DJ!小林克也青春ベストヒットリクエスト内）
  - 11:25 花村あづさ（ゴッドアフタヌーン アッコのいいかげんに1000回内）
  - 12:25 花村あづさ（ゴッドアフタヌーン アッコのいいかげんに1000回内）
  - 16:15 花村あづさ (福澤朗ラヂオ☆スター リラックス内)
  - 16:45 花村あづさ (福澤朗ラヂオ☆スター リラックス内)

- 日曜日
  - 7:25 山本かおる（イルカのミュージックハーモニー内）
  - 8:25 山本かおる（イルカのミュージックハーモニー内）

## 過去の晴れ晴れキャスター
- 廣田みゆき（平日午後の担当）　-　2002年3月25日～2006年3月31日
- 最所千加子（平日午前の担当）　-　2002年3月25日～2006年3月31日
- 河合薫（土曜昼担当）　-　？～2006年3月25日
- 遠藤眞希　-　1994年～？年（「鶴光の噂のゴールデンアワー」、「高嶋ひでたけのお早よう!中年探偵団」担当）
- 八木美香　「天才テリーの芸能ダマスカス」
- 田代優美アナウンサー（当時）　-　？年～1999年頃（「鶴光の噂のゴールデンアワー」、「うえちゃんの花の土曜日おっかけラジオ」、「高嶋ひでたけのお早よう!中年探偵団」などで担当）
- 荘口彰久